# Ingridsjön
Ingridsjön är en sjö i Torsby kommun i Värmland och ingår i Göta älvs huvudavrinningsområde. Sjön har en area på 0,201 kvadratkilometer och ligger 332,3 meter över havet. Vid provfiske har abborre fångats i sjön.

## Delavrinningsområde
Ingridsjön ingår i det delavrinningsområde (671533-134795) som SMHI kallar för Mynnar i Norsälven. Medelhöjden är 395 meter över havet och ytan är 40,03 kvadratkilometer. Det finns inga avrinningsområden uppströms utan avrinningsområdet är högsta punkten. Ackan som avvattnar avrinningsområdet har biflödesordning 3, vilket innebär att vattnet flödar genom totalt 3 vattendrag innan det når havet efter 408 kilometer. Avrinningsområdet består mestadels av skog (76 procent) och sankmarker (17 procent). Avrinningsområdet har 0,49 kvadratkilometer vattenytor vilket ger det en sjöprocent på 1,2 procent.